# Intolerância política
Intolerância política diz respeito à ausência de tolerância ou a falta de compreensão quando do trato de pessoas de posições políticas diversas. Trata-se de um comportamento odioso e agressivo, de natureza política ou religiosa, por parte daqueles que possuem opiniões diferentes, demonstrando falta de flexibilidade e intransigência. A intolerância surge como resultado de um conhecimento insuficiente sobre determinado assunto.
A intolerância política postula que "o outro", ou seja, o adversário, deve ser eliminado porque representa uma ameaça ao futuro e coloca em perigo a realização e a identidade do grupo ao qual se pertence. Esse processo ocorre de forma dual: inicialmente, forja-se a concepção de que a própria identidade é sinônimo da totalidade do ser. Posteriormente, os oponentes dessa identidade são categorizados como antagonistas da plenitude. Assim, os próprios antagonistas são inescapavelmente transformados em adversários de todo o mundo. Esse padrão mental tem sido adotado por diversos agentes da intolerância política nos tempos recentes. Geralmente, os que promovem a intolerância política alegam deter a verdade e vem aqueles que possuem pensamentos ou comportamentos divergentes como equivocados, merecendo, portanto, serem erradicados. Eles são considerados "inimigos e traidores" do status quo e da ordem estabelecida. O cerne da intolerância política reside na construção do inimigo, um processo que também se manifesta como uma manifestação extrema de fanatismo.
A luta contra a intolerância e os esforços para combatê-la ou reduzi-la têm se mostrado como um dos principais desafios. A intolerância política tem se destacado como um fenômeno crescente e preocupante, marcando profundamente o cenário político contemporâneo. A sociedade moderna, em seu esforço por construir sociedades democráticas mais inclusivas e tolerantes, parece ter se deparado com um dilema paradoxal: ao mesmo tempo em que as plataformas digitais e as redes sociais possibilitam maior acesso à informação e à participação política, também se tornaram espaços propícios para a proliferação da polarização e da intolerância.

## Contextualização histórica
Essa seção tem como objetivo apresentar o desenvolvimento da intolerância política ao passar do tempo, remetendo às origens dessa prática com o auxilio de momentos da história em que tal comportamento se fez presente, especialmente na história política ocidental.

### Origens da intolerância política
A intolerância política pode ser rastreada até a antiga Atenas, onde o "animal político" de Aristóteles abarcava uma concepção totalizante em que a política e o politicismo eram a essência do coletivo. Desse contexto, surge a imagem do "cidadão total", onde a política se sobrepõe a tudo. Nesse cenário, o cidadão total é "artificialmente feliz", vivendo em uma cidade onde a liberdade é conferida à cidade em si, mas não ao indivíduo. Esse entendimento leva à máxima de que a política é, primordialmente, exercício do poder. Essa forma de intolerância pode ser interpretada como uma política de Estado imposta à sociedade. Posteriormente, Maquiavel contribuiu teoricamente com a razão de Estado, que compreende a eficácia da dominação baseada em uma estrutura hierárquica da vida política. Nesse contexto, a lealdade ao Príncipe era uma escolha sem alternativas: "tendo de escolher, era muito mais seguro ser temido do que ser amado".
A intolerância política surgiu como fundamento de um tipo de dominação que se estendeu ao longo dos séculos sob uma diversidade de doutrinas que compartilham a noção de “dominação do ser humano pelo ser humano”. Numa tradição de pensamento que se estende de Thomas Hobbes a Karl Marx, a política representa, em última análise, um instrumento de dominação, sem ser nada mais, mas também não menos do que isso. Essas correntes argumentam que o conflito é parte inerente da vida social, o que explica a conexão entre conflito, política e poder. Essa concepção tem origem na fundamentação antropológica que sustenta que, em seus primórdios, o ser humano vivia em um estado de natureza pré-social em que “o homem é inimigo do homem”, em consonância com a característica conflituosa visão hobbesiana da política. Para Hobbes, a política é representada como a "gramática da obediência", conferindo-lhe um caráter absoluto, ao projetar a possibilidade real de eliminar o adversário. Paralelamente, o marxismo parte da concepção de "exploração do ser humano pelo ser humano" para sustentar uma perspectiva de "negação da política". Essa visão se materializa na consideração de que, na sociedade comunista do futuro, as classes sociais estão fadadas a desaparecer juntamente com a política e o Estado. Isso porque esses elementos são componentes de uma superestrutura condenada ao ocaso. Com a extinção do Estado, cessa a coerção e a exploração às quais as pessoas estão submetidas, o que culminará no fim da política.
Para Elie Wiesel, filósofo e escritor americano de origem romena e ganhador do Prêmio Nobel da Paz, a intolerância política é a fonte do ódio. Já Bronislaw Geremek, historiador e político polonês, define a intolerância política como uma banalização do sistema totalitário. Para outros autores, a intolerância política é produto da civilização tecnológica, tendência que sempre existiu, embora os últimos avanços científicos a tornem mais perigosa.

### Exemplos históricos relevantes

#### Nazismo na Alemanha
O nazismo surgiu como uma força política na Alemanha, crescendo rapidamente no cenário desfavorável após a crise de 1929. A situação já estava sensível devido às consequências da Primeira Guerra Mundial, ao Tratado de Versalhes e às crenças firmemente enraizadas na cultura alemã, o que contribuiu para a ampla aceitação do nazismo. Naquele período, a Alemanha adotou uma política que se assemelhava a uma variação do fascismo italiano, fundamentada em nacionalismo e na aspiração por um governo forte. Esse desejo por uma liderança capaz de enfrentar os desafios econômicos, políticos e sociais era comum em toda a Europa ocidental nas décadas de 1920 e 1930. No entanto, cada país, com seus próprios contextos, tradições e ideologias, moldou o fascismo à sua maneira.
É crucial ressaltar que o clima de ansiedade e o anseio por transformação na Alemanha intensificaram-se após a Quebra da Bolsa de Valores de Nova Iorque em 1929. Durante esse tempo, as repercussões da Primeira Guerra ainda eram fortemente sentidas. Este ambiente tumultuado levou ao desespero em muitos países europeus. Com o início da década de 1930, surgiram propostas de abandono dos princípios democráticos e liberais. Quando Hitler assumiu o poder na Alemanha, o país ainda estava se recuperando da Grande Crise de 1929, revivendo os desafios da década de 1920, como desemprego, inflação, pobreza e fome, além das severas penalidades impostas por Versalhes. Entretanto, através de políticas econômicas, Hitler reverteu esse quadro, com o emprego em alta e uma economia robusta, restabelecendo a Alemanha como uma potência. Contudo, entre suas ações estava o rearmamento, violando o Tratado de Versalhes. Além disso, a gestão nazista, caracterizada por sua natureza autoritária, foi caracterizada por uma filosofia racista, xenofóbica e antissemitista, sendo um dos catalisadores para diversos conflitos e, também, para a eclosão da Segunda Guerra Mundial.

#### Caça às bruxas (séculos XV - XVII)
No século XV, a Europa testemunhou dois momentos de intensa perseguição às bruxas. O primeiro surgiu por volta de 1450 a 1520, e depois, a perseguição ganhou força a partir de 1560, atingindo proporções assustadoras na chamada Grande Caça às Bruxas, que alcançou seu apogeu entre 1600 e 1650. Essa era coincidiu com o crescimento e estabelecimento dos estados modernos, a Reforma e a Contra-Reforma, bem como a Revolução Científica.
Nesse período, uma verdadeira obsessão pela bruxaria dominou a imaginação de muitos. Essa obsessão foi alimentada por figuras esclarecidas da Renascença, líderes da Reforma Protestante, santos da Contra-Reforma, eruditos, humanistas, legisladores, monges e padres. O aspecto mais notável desse período de perseguição foi a criminalização das mulheres. Antes disso, seus responsáveis legais eram seus pais ou maridos, o que as mantinha longe dos tribunais. No entanto, a partir desse momento, especialmente as mulheres mais idosas que viviam nas áreas rurais, frequentemente viúvas, começaram a ser acusadas em massa de bruxaria. Embora não existam números exatos sobre quantos foram processados e quantas vítimas houve, os registros mostram que as mulheres representavam a maioria esmagadora dos acusados nos processos de bruxaria, com 82% na Alemanha, 85% na Escócia e na França, 66% na Suíça, 76% no Luxemburgo, 92% na Bélgica e 92% na Inglaterra.

#### Inquisição Espanhola (séculos XV - XIX)
A Inquisição Espanhola tem raízes ligadas à diversidade étnica e religiosa da sociedade que compunha os reinos espanhóis nos últimos séculos da Idade Média e no início da Idade Moderna. Essa sociedade abrigava comunidades judaicas, cristãs e muçulmanas. No entanto, o final do século XV testemunhou a centralização do poder espanhol e a unificação dos reinos de Castela, Leão e Aragão por meio do casamento de Fernando de Aragão e Isabel de Castela, formando a monarquia espanhola, que exigia a unificação dos povos que habitavam o reino. Durante o século XV, os reinos espanhóis enfrentaram desafios políticos e econômicos, e os líderes da sociedade decidiram culpar os judeus, especialmente aqueles acusados de serem "cripto judeus" que praticavam o judaísmo secretamente, pelos problemas. Em 1449, ocorreu um massacre contra os "conversos" em Toledo, resultando em mortes e remoção dessas pessoas das corporações profissionais. Os conversos passaram a ser constantemente suspeitos e excluídos da sociedade, impedidos de ocupar cargos de importância social. Quando Fernando e Isabel se tornaram monarcas, eles acabaram implementando medidas restritivas contra os conversos e judeus para consolidar o reino espanhol, obtendo o apoio do clero. Os cristãos-novos, judeus recentemente convertidos ao cristianismo, foram os principais alvos da perseguição e execução pela Inquisição.

## Características da intolerância política
Nessa seção, serão abordadas algumas das manifestações comuns de intolerância política (discurso de ódio, preconceito e discriminação, polarização extrema, difusão de informações falsas, censura, entre outras) e seus impactos na sociedade.

### Discurso de ódio
O discurso de ódio envolve a expressão de ideias que promovem a discriminação com base em características raciais, sociais ou religiosas, geralmente direcionadas a grupos específicos, frequentemente minoritários. O termo deriva do inglês "hate speech". Expressar essas ideias implica torná-las públicas, pois quando permanecem como pensamentos ou emoções internas, não constituem um discurso de ódio. É universalmente reconhecido que a intervenção legal em pensamentos é inaceitável, uma vez que todos têm o direito à liberdade de pensamento. O discurso de ódio se distingue por atacar a dignidade humana e infringir direitos fundamentais. A dificuldade em definir o discurso de ódio reside em sua detecção, pois pode ser manifestada de maneira explícita ou velada. A incitação ao ódio pode estar presente de forma evidente ou sutil nas palavras proferidas. O sentimento de ódio é uma realidade concreta, e sua capacidade de gerar mudanças significativas na sociedade está diretamente ligada à maneira como é disseminado. O discurso do ódio representa uma forma distinta de disseminar a negatividade, e os meios de comunicação desempenham um papel crucial nesse cenário atual, com destaque na esfera política.

### Polarização extrema
A política contemporânea é marcada por uma polarização intensa e uma crescente falta de comunicação, especialmente evidentes nas plataformas de mídia social. Estas plataformas frequentemente se tornam terrenos férteis para a disseminação do ódio e da intolerância em relação a perspectivas que não se alinham com as crenças e pré concepções individuais. Normalmente, aqueles que emitem mensagens não conseguem reconhecer seus interlocutores como parceiros legítimos de um diálogo. Em vez disso, tendem a projetar sobre eles a imagem de adversários, posicionando-os como antagonistas de suas próprias crenças éticas. Dessa maneira, utilizam o interlocutor como um contraponto destinado a confrontar e contrastar com a visão de mundo que procuram promover. O público que compartilha sua polarização é a audiência principal do seu discurso. Essa falta de comunicação entre posições políticas divergentes, embora seja uma dinâmica comum e amplamente documentada ao longo do século XX, assume novas dimensões nas redes sociais. Isso está intrinsecamente ligado ao fenômeno do "pós-fato", à disseminação de "fake news" e à crescente perda de confiança nas instituições jornalísticas. Esses fatores parecem ampliar a intensidade do antagonismo entre os dois lados, tornando-os menos sensíveis até mesmo aos momentos mais extremos da experiência humana, como a morte.

### Difusão de informações falsas
As fake news são informações fictícias e deliberadamente manipuladas, criadas com o objetivo de se espalharem pela internet, atraindo a atenção do público sob a aparência de notícias legítimas, e gerando lucro por meio de cliques e visitas à páginas na internet. Disseminar boatos e falsidades e compartilhar informações inexatas não são fenômenos exclusivos da era da Internet. No entanto, a capacidade de propagar ideias para um amplo público de maneira fácil, junto com os lucros rápidos provenientes de anúncios online, resultou em um aumento na produção e disseminação de notícias falsas. Esse padrão se tornou notório, ganhando destaque especialmente após a corrida presidencial dos Estados Unidos em 2016, sendo então rotulado como fake news. Existe uma conexão evidente entre o surgimento das fake news e o conceito de pós-verdade, que foi escolhido como a palavra do ano pelo dicionário Oxford em 2016. Isso implica que a crença pessoal das pessoas muitas vezes supera a importância dos fatos reais. Consequentemente, quando deparam com uma notícia que se alinha às suas convicções pessoais, as pessoas tendem a compartilhá-la sem realizar uma verificação prévia da sua autenticidade.

### Censura
De maneira concisa, a censura envolve a ação de vetar e limitar informações ou expressões (sejam elas artísticas ou informativas), levando, em muitos casos, à sua exclusão do domínio público. Frequentemente, essa prática é associada a governos ditatoriais – tais como os governos militares no Brasil após 1964. Nesses casos, o Estado fica responsável por monitorar a produção artística e simbólica em diversos meios de comunicação, como jornais, rádios, palcos, telas e livros.

## Intolerância política no Brasil
O aumento da intolerância tem se manifestado cada vez mais em suas diversas formas, tais como o racismo, a xenofobia, a homofobia, a exclusão social e a intolerância religiosa. No contexto brasileiro, esse aumento tem sido evidenciado em eventos recentes, notadamente na polarização política e ideológica que ocorreu no país antes e depois das eleições presidenciais de 2018.
Apesar de a Constituição conferir ao Brasil a garantia da liberdade de expressão como um pilar fundamental, isso não autoriza a prática ou defesa de atividades criminosas. O que frequentemente ocorre é que, em muitas circunstâncias, a expressão de opiniões entra em conflito com outros princípios e valores protegidos pela Constituição. Dentre os diversos cenários onde esses conflitos emergem, encontram-se as manifestações carregadas de ódio, violência e intolerância. O Brasil tem exibido traços de uma sociedade marcada pela intolerância e violência. Apesar das tentativas de romantizar o país como um refúgio de paz, sem conflitos, preconceito ou hostilidades, essa idealização não encontra respaldo na realidade apresentada pela história brasileira e o contexto contemporâneo do país.
A partir da eleição presidencial de 2014, e seguindo com o processo de impeachment da então presidente Dilma e as crises durante o governo de Michel Temer, e principalmente durante as campanhas eleitorais de 2018 e 2022, testemunha-se a emergência de uma série de textos contundentes, ataques acirrados entre as facções opostas, agressões verbais e discursos corrosivos. Embora tenha havido momentos de polarização política em episódios anteriores na história recente do Brasil, a intensidade dos conflitos nas últimas eleições atingiu níveis de intolerância sem precedentes. O ambiente praticamente obrigava cada indivíduo a escolher um lado e, consequentemente, rotulava-o como amigo ou inimigo. A troca de ideias, o diálogo construtivo, a reflexão e até mesmo a liberdade de expressar opiniões sem enfrentar hostilidade se tornaram desafios. Uma onda de intolerância varreu o Brasil, acompanhada pela tentativa de silenciar qualquer visão discordante. Isso resultou em uma dicotomização exagerada e escassa abertura para o diálogo entre os dois campos adjetivados.